# Baquati
I Baquati furono un popolo berbero della Mauretania occidentale, nell'attuale Marocco, che ebbero contatti con l'impero romano. Sono stati archeologicamente localizzati a nord del medio Atlante. Sono citati da alcune fonti letterarie.

## Storia
La loro prima menzione si ha ad opera di Tolomeo (II secolo), che li nomina probabilmente due volte all'interno della sua descrizione della Mauritania Tingitana, chiamandoli una prima volta Bakouatai (a nord dei Makanitai), e una seconda volta Ouakouatai (in prossimità dei Banioubai o Baniourai). L'Itinerario antonino (III secolo) li colloca nella regione di Tingis (l'attuale Tangeri), col nome di Bacuates, insieme ai Macenites, ai confini meridionali della provincia. Anche il Liber generationis li associa ai Maceniti con il nome di Bacuates, a tutti gli effetti una tribù di Mauri. Altre menzioni sono nella Lista di Verona (297 d.C.), e in Giulio Onorio (V secolo), che indica nella Muluia il loro confine con i Bavares.
Edmond Frézouls (1957) ha passato in rassegna i documenti letterari ed epigrafici che parlano di questa popolazione. In particolare la serie di iscrizioni diplomatiche che ornano le Are della Pace, erette ogni volta che si celebrava il successo dei negoziati (colloquia) tra il governatore di Mauretania Tingitana ed i principi (principes) del popolo dei Baquati tra il 140 ed il 280. Questi scritti sono stati rinvenuti nella regione di Volubilis; sono stati dedicati a Jupiter Optimus Maximus ed agli altri dei o al genio dell'imperatore. La formula ricorrente è procurator  imp. pro legato conlocutus cum principe gentis.
Il tono pacifico delle formule impiegate sulle are, durante il regno di Marco Aurelio e della dinastia dei Severi, mostra il connubio tra una politica di difesa ed una di protettorato (alcuni dei principes citati portano gentilizi latini, uno dei figli di un capo si trovava a Roma, al contempo in qualità di ostaggio e di destinatario di un'istruzione). Ma la situazione era in evoluzione: quando il princeps era a capo di una federazione di tribù (Maceniti e Baquati, Bavares et Baquati), questo fatto venne interpretato come un aumento della minaccia portata dai popoli indigeni.
Comunque sia, le relazioni tra Roma e questo popolo non furono sempre pacifiche. I Baquati, probabilmente sotto Adriano, saccheggiarono la colonia di Cartennae. Nel 168, in collaborazione con i Maceniti, minacciarono Volubilis. Tra il 239 ed il 245 vengono citati altri attacchi alla Tingitana. Nel periodo 284-285 la regione interna della Tingitana e di Volubilis sembra passare sotto il controllo dei Baquati.
Sotto Diocleziano i Romani ristabilirono delle relazioni politiche, non di conquista ma d'alleanza, come testimoniano le are della pace erette insieme ai capi Baquati. Questo popolo di foederati garantiva a Roma la sicurezza delle comunicazioni terrestri tra la Mauretania Tingitana e la Mauretania Cesarea.